# Lorène Bazolo
Lorène Bazolo (4 de mayo de 1983) es una deportista de Portugal que compite en atletismo. Ganó una medalla de oro en el Campeonato Europeo de Atletismo por Equipos de 2019, en la prueba de 200 m.